# HD 164922 b
HD 164922 b es un exoplaneta que orbita la estrella HD 164922 a unos 72 años luz de la Tierra en la constelación de Hércules. Su inclinación no se conoce y su masa real puede ser significativamente mayor que el límite inferior de velocidad radial de 0.36 masas de Júpiter. El planeta también tiene una excentricidad baja, a diferencia de la mayoría de los otros planetas extrasolares de período largo (0.05), aproximadamente la misma que Júpiter y Saturno en el Sistema Solar. El exoplaneta se encontró utilizando el método de velocidad radial, a partir de mediciones de velocidad radial mediante la observación de los cambios Doppler en el espectro de la estrella madre del planeta.

## Características

### Características físicas
HD 164922 b es un gigante gaseoso, un exoplaneta que tiene un radio y una masa similares a los de los planetas Júpiter y Saturno. Tiene una temperatura de 159 K (−114 °C). Tiene una masa estimada de alrededor de 0.36 MJ, y un radio potencial de alrededor de 8 R🜨 basado en su masa similar a Saturno.

### Estrella anfitriona
El planeta orbita alrededor de una estrella (de tipo G) llamada HD 164922. La estrella tiene una masa de 0.87 M☉ y un radio de alrededor de 0.99 R☉. Tiene una temperatura de 5,293 K y 13,400 millones de años. En comparación, el Sol tiene unos 4,600 millones de años y una temperatura de 5778 K. La estrella es rica en metales, con una metalicidad ([Fe/H]) de 0.16, o el 144 % de la cantidad solar. Esto es particularmente extraño para una estrella tan antigua como HD 164922. Su luminosidad (L☉) es el 70 % de la luminosidad solar.
La magnitud aparente de la estrella, o lo brillante que parece desde la perspectiva de la Tierra, es 7,01. Por lo tanto, HD 164922 es demasiado tenue para ser vista a simple vista, pero puede verse usando unos buenos binoculares.

### Órbita
HD 164922 b orbita su estrella cada 1,155 días a una distancia de 2.1 UA (en comparación con la distancia orbital de Marte al Sol, que es de alrededor de 1.5 UA). Recibe solo el 15% de la luz solar que recibe la Tierra del Sol.

## Descubrimiento
La búsqueda de HD 164922 b comenzó cuando su estrella anfitriona fue elegida como un objetivo ideal para una búsqueda de planetas utilizando el método de velocidad radial (en el que la atracción gravitatoria de un planeta sobre su estrella se mide observando el desplazamiento Doppler resultante), ya que la actividad estelar no enmascararía ni imitaría excesivamente las mediciones de espectroscopia Doppler. También se confirmó que HD 164922 no es una estrella binaria ni una estrella que gira rápidamente, falsos positivos comunes cuando se buscan planetas en tránsito. El análisis de los datos resultantes encontró que las variaciones de velocidad radial probablemente indicaban la existencia de un planeta. El resultado neto fue una estimación de un compañero planetario que orbita la estrella a una distancia de 0.33 UA con una excentricidad de 0.07. El descubrimiento de HD 164922 b fue informado en el archivo en línea arXiv el 30 de junio de 2016.